# Joseph Périgot
Pour les articles homonymes, voir Périgot.
Joseph Périgot, nom de plume de Pierre Legrand, né le 21 juillet 1941 à Dieppe, est un écrivain français, auteur de roman noir et de littérature d'enfance et de jeunesse.

## Biographie
Il fait des études de philosophie et de sociologie puis travaille successivement comme enseignant, journaliste, formateur, animateur de quartier, imprimeur, concepteur télématique et maquettiste.
S'inspirant du nom d'un des personnages de Marcel Proust pour choisir son pseudonyme, il publie en 1984 son premier roman, Le Dernier des grands romantiques dans lequel il raconte le parcours d'un chômeur obsédé sexuel dont la femme et le fils ont été assassinés. En 1990, il fait paraître « un second et splendide roman noir Le Bruit du fleuve, aussi touchant par ses personnages que par son écriture ».
En 1986, il débute dans l'écriture de littérature d'enfance et participe à la création aux éditions Syros de la collection « Souris noire », dont il prend la direction pendant quelques années.
Il est également scénariste et dialoguiste pour la télévision.

## Œuvre

### Romans
- Le Dernier des grands romantiques, Nouvelles Éditions Oswald coll. « Néo - le miroir obscur » no 94 (1984)  (ISBN 2-7304-0291-8), réédition Actes Sud, coll. « Babel noir » no 275 (1997)  (ISBN 2-7427-1283-6)
- Le Bruit du fleuve, Calmann-Lévy (1990)  (ISBN 2-7021-1940-9), réédition LGF, coll. « Le Livre de poche » no 9682 (1993)  (ISBN 2-253-06406-8)

### Littérature d'enfance et de jeunesse
- Qui a tué Minou-Bonbon ?, Syros, coll. « Souris noire » no 1 (1986)  (ISBN 2-86738-096-0), réédition Syros, coll. « Souris noire » (1992)  (ISBN 2-86738-834-1), réédition Syros, coll. « Souris noire » (1995)  (ISBN 2-84146-145-9), réédition Syros jeunesse, coll. « Mini souris noire » no 2 (1997)  (ISBN 2-84146-406-7), réédition Syros jeunesse (2007)  (ISBN 978-2-74850-571-9)
- La Pêche aux caramels, Syros, coll. « Souris noire » no 21 (1988), réédition Syros jeunesse, coll. « Mini souris noire » no 9 (1997)  (ISBN 2-84146-441-5)
- Les Petites Lumières, Syros, coll. « Souris rose » no 8 (1989)  (ISBN 2-86738-422-2)
- Des kiwis à la menthe (1989)
- L'Escrocœur, Bayard, coll. « Je bouquine » no 25 (1994)  (ISBN 2-227-72325-4)
- Un oiseau est mort, Syros, coll. « Souris noire » (1994)  (ISBN 2-84146-045-2), réédition Syros jeunesse, coll. « Mini souris noire » no 24 (1998)  (ISBN 2-84146-539-X)
- L'Enfant tombé du ciel, Bayard, coll. « Je bouquine » no 32(1995)  (ISBN 2-227-72332-7)
- Le Cornichon, Syros jeunesse, coll. « Mini souris noire » no 36 (1998)  (ISBN 2-84146-591-8)
- Gosse de riche !, Casterman, coll. « Romans Casterman dix & plus : comme la vie » no 93 (1998)  (ISBN 2-203-11877-6)
- Un père, c'est pour la vie La Martinière jeunesse, coll. « Oxygène » (2000)  (ISBN 2-7324-2686-5)
- Que la fête commence !, Fayard, coll. « Les Pacom » no 1 (2001)  (ISBN 2-213-61032-0)
- Aimez-vous le chien ?, Fayard, coll. « Les Pacom » no 2 (2001)  (ISBN 2-213-61036-3)
- Doukipudonktan ?, Fayard, coll. « Les Pacom » no 3 (2001)  (ISBN 2-213-61035-5)
- Désobéis je t'en prie !, Fayard, coll. « Les Pacom » no 4 (2001)  (ISBN 2-213-61037-1)
- Zéro savon, Fayard, coll. « Les Pacom » no 5 (2001)  (ISBN 2-213-61034-7)
- La Robe de mon père, Fayard, coll. « Les Pacom » no 6 (2001)  (ISBN 2-213-61033-9)
- Sac à puces, Fayard, coll. « Les Pacom » no 7 (2001)  (ISBN 2-213-61039-8)
- Noyeux Joël !, Fayard, coll. « Les Pacom » no 8 (2001)  (ISBN 2-213-61042-8)
- Libérez les cochons !, Fayard, coll. « Les Pacom » no 9 (2001)  (ISBN 2-213-61043-6)
- Trop amoureux !, Casterman, coll. « Romans Casterman dix & plus : comme la vie » no 204 (2002)  (ISBN 2-203-11935-7)
- Une pêche d'enfer, Fayard, coll. « Les Pacom » no 10 (2002)  (ISBN 2-213-61175-0)
- Maboul de cristal, Fayard, coll. « Les Pacom » no 11 (2002)  (ISBN 2-213-61174-2)
- Je m'appelle Madonna, Fayard, coll. « Les Pacom » no 12 (2002)  (ISBN 2-213-61040-1)
- La Nuit du voleur et autres histoires noires, Syros jeunesse, coll. « Souris noire » (2003)  (ISBN 2-7485-0174-8)
- Hors la loi, Syros jeunesse, coll. « Les uns les autres » (2004)  (ISBN 2-7485-0257-4)
- Les Pacom - 4 histoires inédites, Littératures (2007)  (ISBN 2-916963-00-6)

### Nouvelles
- L'Embardée, dans le recueil Black Exit to 68 : 22 nouvelles sur mai, Éditions La Brèche (1988)  (ISBN 2-902524-55-2)
- Annabelle, dans le recueil Noir de femme, Éditions Gallimard, coll. « Série noire » (1992)  (ISBN 978-2-07088-057-7)

## Filmographie

### Adaptation
- 1987 : La Pêche aux caramels, épisode de la série télévisée française Souris noire, adaptation du roman éponyme

### Scénarios
- 1988 : Panique au zoo, épisode de la série télévisée française Souris noire
- 1994 : Trompe l'amour, épisode de la série télévisée française Extrême Limite
- 1994 : Vendredi noir - Nature morte, téléfilm français réalisé par Péter Gárdos, adaptation d'un roman de Patrick Mosconi
- 1994 : Vanessa, la petite dormeuse, épisode de la série télévisée française L'Instit

## Prix et distinctions
- Prix du Polar de Radio-France et de FR3 Normandie 1984 pour Le Dernier des grands romantiques
- Prix du roman policier francophone de la ville du Mans 1991 pour Le Bruit du fleuve[3]

## Sources
: document utilisé comme source pour la rédaction de cet article.
- Claude Mesplède (dir.), Dictionnaire des littératures policières, vol. 2 : J - Z, Nantes, Joseph K, coll. « Temps noir », 2007, 1086 p. (ISBN 978-2-910-68645-1, OCLC 315873361), p. 518.